# Heinrichs Bettgeschichten oder Wie der Knoblauch nach England kam
Heinrichs Bettgeschichten oder Wie der Knoblauch nach England kam (Originaltitel: Carry On Henry) ist der 21. Film aus der Carry-On-Filmreihe.

## Inhalt
Gerade hat er seine letzte Frau hinrichten lassen, da will Heinrich VIII. von England – nicht zuletzt den Staatsfinanzen zuliebe – auch schon wieder heiraten. Die Auserwählte, Marie von der Normandie, eine Verwandte des französischen Königs Franz I., ist auch schon da. Doch dann gibt es Probleme, da Heinrich nicht in der Lage ist die Ehe zu vollziehen. Das Aphrodisiakum, das seine Braut aus ihrer Heimat mitgebracht hat, bekommt Heinrich überhaupt nicht: Knoblauch. Darum beauftragt Heinrich seine beiden wichtigsten Männer, den Lordsiegelbewahrer Thomas Cromwell, 1. Earl of Essex und den Erzbischof von Canterbury Thomas Wolsey, damit, diese Sache in Ordnung zu bringen. Da sich Sir Roger de Lodgerley nicht vom Knoblauch abschrecken lässt, ist die Königin nach kurzer Zeit in anderen Umständen. Das spielt Heinrich natürlich in die Karten. Zumal er sich in das sexy Mädchen Bettina verliebt hat. Nach vielen Problemen und Bestechungen ist dann auch die Erlaubnis des Papstes zu einer Scheidung erkauft worden. Doch nun droht der französische König mit einem Krieg – den England weder finanzieren noch gewinnen könnte. Bis zum Ende sind natürlich diverse Verwicklungen zu überstehen.

## Synchronisation
Die deutsche Synchronbearbeitung entstand 1989 für das Fernsehen der DDR.
| Rolle                                      | Darsteller       | Synchronsprecher     |
| ------------------------------------------ | ---------------- | -------------------- |
| König Heinrich VIII                        | Sidney James     | Klaus Glowalla       |
| Sir Thomas Cromwell                        | Kenneth Williams | Wolfgang Lohse       |
| Sir Roger de Lodgerley                     | Charles Hawtrey  | Gert Kießling        |
| Marie von der Normandie, Königin Heinrichs | Joan Sims        | Helga Sasse          |
| Lord Hampton of Wick                       | Kenneth Connor   | Victor Deiß          |
| Kardinal Thomas Wolsey                     | Terry Scott      | Hans-Joachim Hanisch |

## Kritiken
- „Pseudohistorischer Klamauk um das Liebesleben Heinrich VIII. (…). Ein Film, der vorwiegend auf derben Witz setzt.“ – „Lexikon des internationalen Films“, 1997[2]

## Medien

### DVD-Veröffentlichung
- Heinrichs Bettgeschichten oder Wie der Knoblauch nach England kam. Vom Ist ja irre-Team. MMP/AmCo 2006